# Joseph Hart (pasteur)
Pour les articles homonymes, voir Hart et Joseph Hart.
Joseph Hart (Londres, 1712 -  24 mai 1768) était un ministre du culte calviniste à Londres.

## Biographie
Parmi ses ouvrages, on peut compter Les Cantiques de Hart, un recueil de chants très apprécié parmi les chrétiens évangéliques de son vivant et depuis 200 ans, lequel inclut le cantique célèbre Come ye sinners, poor and needy.
Une des premières publications de Joseph Hart était un pamphlet dénonçant le Christianisme (avant sa conversion). Parmi ses autres ouvrages, on a une courte autobiographie et quelques traductions poétiques de classiques anciens.
Joseph Hart prêcha à la chapelle Jewin Street à Londres, un immeuble avec de multiples travées, pour une congrégation de taille significative.
Un seul des sermons nous est parvenu : celui de Noël 1767. Un grand nombre de ses cantiques apparaît dans l'Harpe sacrée. On retrouve aussi ses cantiques dans Une sélection d'hymnes pour le culte public.
Hart mourut le 24 mai 1768, avec une assistance estimée à une dizaine de milliers à son enterrement au cimetière de Bunhill Fields.